# 해리슨가

해리슨가의 문장

해리슨가(영어: Harrison family)는 1600년대 버지니아 식민지에서 시작된 정치, 공직, 종교부에서 역사를 가진 미국의 가족이다. 그들의 후손에는 미국 건국의 아버지, 벤저민 해리슨 5세, 윌리엄 헨리 해리슨, 벤저민 해리슨, 에이브러햄 링컨 등 세 명의 미국 대통령이 있다. 주지사, 국회의원, 시장은 종교, 교육, 의학 분야의 지도자뿐만 아니라 해리슨 가족에서도 발견된다. 연예인 엘비스 프레슬리도 그들의 수에 있다.